# Mistrzostwa Polski w Saneczkarstwie 2012
Mistrzostwa Polski w Saneczkarstwie 2012 odbyły się na torze w łotewskiej Siguldzie w dniach 26–27 października 2012.

## Medaliści
| Konkurencja:     | Złoto:                                                                       | Czas     | Srebro: | Czas     | Brąz:                                                                                  | Czas     |
| Jedynki kobiet   | Natalia Wojtuściszyn (AZS AWF Katowice)                                      | 1.29,335 | Karolina Honkisz (AZS AWF Katowice)                                                                         | 1.31,515 | Oktawia Zych (AZS AWF Katowice)                                                        | 1.31,618 |
| Jedynki mężczyzn | Maciej Kurowski (AZS AWF Katowice)                                           | 1.28,171 | Artur Gędzius (Śnieżka Karpacz)                                                                             | 1.29,067 | Wojciech Chmielewski (Karkonosze Jelenia Góra)                                         | 1.30,820 |
| Dwójki mężczyzn  | Artur Gędzius (Śnieżka Karpacz) Jakub Kowalewski (Śnieżka Karpacz)           | 1.10,831 | Patryk Poręba (AZS AWF Katowice) Karol Mikrut (AZS AWF Katowice)                                            | 1.10.990 | Artur Petyniak (Śnieżka Karpacz) Adam Wanielista (Śnieżka Karpacz)                     | 1.11,551 |
| Drużyny          | AZS AWF Katowice (Oktawia Zych, Maciej Kurowski, Patryk Poręba/Karol Mikrut) |          | AZS AWF Katowice (Dagmara Bednarczyk) K.S Śnieżka Karpacz (Artur Gędzius), (Artur Gędzius/Artur Grudziński) |          | Śnieżka Karpacz (Natalia Wojtuściszyn, Artur Grudziński, Artur Grudziński/Kamil Rucki) |          |